# Михайлин, Николай Васильевич
Никола́й Васи́льевич Миха́йлин (23 марта 1949, Саратов — 8 мая 1999, Москва) — советский спортсмен, чемпион СССР (1973) и серебряный призёр чемпионата мира (1975) по прыжкам в воду. Мастер спорта СССР международного класса (1971).

## Биография
Родился 23 марта 1949 года в Саратове. Начал заниматься прыжками в воду в возрасте 12 лет у Сталия Портнова. После переезда Сталия Портнова в Минск последовал за ним и продолжил тренироваться под его руководством в минском спортивном обществе «Динамо».
Специализировался в прыжках с 10-метровой вышки. Наиболее значимых результатов добивался в середине 1970-х годов. В 1973 году стал чемпионом СССР и победителем Универсиады в Москве. В том же году участвовал в первом чемпионате мира по водным видам спорта в Белграде, где занял 5 место. В 1975 году на чемпионате мира в Кали завоевал серебряную медаль.
В 1975 году окончил Белорусский государственный институт физической культуры. С 1978 года жил в Москве. В 1979 году завершил свою спортивную карьеру. В дальнейшем занимался тренерской деятельностью в ЦС ВФСО «Динамо». Был награждён знаком «Почётный динамовец».
Умер 8 мая 1999 года в Москве. Похоронен на Николо-Архангельском кладбище.

## Семья
С 1974 года был женат на советской спортсменке, многократном призёре чемпионатов СССР по прыжкам в воду Елене Михайлиной (Емельяновой).
Дети: Илья Михайлин (род. 1979) и Наталья Михайлина (1981—2014).